# Kanton Narbonne-Est
Kanton Narbonne-Est (fr. Canton de Narbonne-Est) je francouzský kanton v departementu Aude v regionu Languedoc-Roussillon. Tvoří ho východní část města Narbonne.